# Evolventa
Evolventa ili involuta je krivulja koja nastaje pri odmatanju napete niti s kružnice. Osim evolvente kružnice postoje i druge vrste evolventa, koje nastaju pri odmatanju napete niti s neke druge krivulje. Ona ima najveću primjenu kod zupčanika, što je prvi predložio još Leonhard Euler, koje ima evolventno ozubljenje, za razliku od manje prisutnog cikloidnog ozubljenja i drugih ozubljenja. Zbog svojih prednosti kao što su relativno jednostavna izrada zupčanika i neosjetljivost prijenosnog omjera na manje promjene osnog razmaka, profil boka zuba zupčanika se najčešće izrađuje u obliku evolvente.

## Evolventa kružnice
Evolventa kružnice u Kartezijevom koordinatnom sustavu ima jednadžbu:
{\displaystyle \,x=a\left(\cos \ t+t\sin \ t\right)}
{\displaystyle \,y=a\left(\sin \ t-t\cos \ t\right)}
gdje je: a - polumjer kruga, t - parametar
Evolventa kružnice u polarnom koordinatnom sustavu ima jednadžbu:
{\displaystyle \,r=a\sec \alpha }
{\displaystyle \,\theta =\tan \alpha -\alpha }
Često se evolventa kružnice može naći u obliku jednadžbe:
{\displaystyle \,r=a{\sqrt {1+t^{2}}}}
{\displaystyle \,\theta =\arctan {\frac {\sin t-t\cos t}{\cos t+t\sin t}}}.